# Hans Mössner
Hans Mössner (* um 1640 in Passau; † 22. Januar 1700 ebenda) war ein deutscher Kunstschmied.

## Leben
Mösner heiratete 1663 die Tochter eines Passauer Schlossers. Über seine Ausbildung sind keine Aufzeichnungen vorhanden. In der historischen Kunstgeschichte wird er unter anderen als bildender Künstler genannt.

## Werke
Gegen 1680 fertigte er die Gitter zum Abschluss der Seitenschiffe im Passauer Dom. 1682 wurde er zum Hofschlosser berufen und erhielt 1683 den Auftrag für das große Chorgitter im Dom. Überliefert sind auch seine Arbeiten der Blechbedachung der Seitenschiffe um 1685 und die 1694  gefertigten Beschläge für die Portale des Domes.